# بن 10: مدمر الكائنات الفضائية
بن 10: مدمر الكائنات الفضائية (بالإنجليزية: Ben 10: Destroy All Aliens) هو فيلم رسوم متحركة من تصنيف الخيال العلمي عرض لأول مرة في كرتون نتورك آسيا في 11 مارس، 2012، والولايات المتحدة على كرتون نتورك في 23 مارس 2012، وذلك كجزء من «أسبوع بن 10» الذي استمر من 19 مارس 2012 إلى 24 مارس 2012. تم الكشف عنها رسميا في سان دييغو كومك كون إنترناشونال 2011. هذا هو أول فيلم من استديوهات كرتون نتورك في آسيا. الفيلم سيكون أول فيلم رسوم متحركة CG من كرتون نتورك، وكذلك أول مرة سيتم تفسير كون بن 10 في CG بالكامل. صغيرة جزيرة للإنتاج، منتج من Shelldon qubo، قدمت CGI للفيلم. ديفيد كوك، الرئيس التنفيذي لشركة صغيرة للإنتاج الجزيرة، وعلق أن وجود فرصة للعمل على الفيلم كان مذهلا والتحدي استغرق هذا الفيلم مكان بعد الأول. «بن 10: سر الاومنيتريكس» الفيلم. فاز الفيلم بجائزة أفضل برنامج من فئة الرسوم المتحركة 3D في حفل توزيع جوائز التلفزيون الآسيوية 2012.

## طاقم التمثيل
- تارا سترونغ بدور بن تنيسون
- ميغان سميث بدور غوين تنيسون، التلميذة
- Paul Eiding بدور ماكس تنيسون
- جيم وارد بدور دايموند هيد

### الدبلجة العربية
- رنا الرفاعي - بن تنيسون (مدرجة باسم رنا ريفاعي)
- رالين داغر
- شربل أيوب - تيتراكس شارد، كارل تنيسون
- بيان أبو شقرا - هيت بلاست، فور آرمز
- سمير معلوف - ماكس تنيسون، آزموث
- زينة ضاهر - ساندرا تنيسون
- سعد حمدان
- ريتشارد ياني - جي تي، راديو الشرطة (مدرج باسم ريشارد يني)
- إيمان بيطار - غوين تنيسون
- يوسف جلال شلال
- إبراهيم ماضي - دايموند هيد، هاي بيغ، المعلم (غير مدرج)

## وصلات خارجية
- بن 10: مدمر الكائنات الفضائية على موقع IMDb (الإنجليزية)
- بن 10: مدمر الكائنات الفضائية على موقع فيلمافينيتي (الإسبانية)
- بن 10: مدمر الكائنات الفضائية على موقع قاعدة بيانات الفيلم (الإنجليزية)
- بن 10: مدمر الكائنات الفضائية على موقع ليتربوكسد (الإنجليزية)
- بن 10: مدمر الكائنات الفضائية على موقع كينوبويسك (الروسية)